# 天狼星崖
70°33′S 66°53′W / 70.550°S 66.883°W
天狼星崖（英語：Sirius Cliffs）是南極洲的冰原島峰，位於帕爾默地，處於天免座山和南河三峰之間的米勒特冰川南岸，以天狼星命名，現時由南極條約體系管理。